# Губерман, Игорь Миронович
И́горь Миро́нович Губерма́н (род. 7 июля 1936, Харьков) — русский поэт и прозаик, получивший широкую известность благодаря своим афористичным и сатирическим четверостишиям — «гарикам», в которых иногда употребляет ненормативную лексику.

## Биография
Игорь Губерман родился 7 июля 1936 года в Харькове, в семье Мирона Давидовича Губермана (1900—1974) и Эмилии Абрамовны Губерман (1903—1968). После школы поступил в Московский институт инженеров железнодорожного транспорта (МИИТ). В 1958 году окончил МИИТ, получив диплом инженера-электрика. Несколько лет работал по специальности, параллельно занимаясь литературой.
В конце 1950-х познакомился с А. Гинзбургом, издававшим один из первых самиздатских журналов «Синтаксис», а также с рядом других философов, деятелей литературы, изобразительного искусства. Писал научно-популярные книги, но всё активнее проявлял себя как поэт-диссидент. В своём «неофициальном» творчестве использовал псевдонимы, например И. Миронов. Также признался в том, что был настоящим автором («литературным негром») двух книг других авторов: «С того берега. Повесть о Николае Огарёве» Л. Либединской (М.: Политиздат, 1985) и «Побежденное время. Повесть о Николае Морозове» М. Поповского (М.: Политиздат, 1975).
В 1979 году Губерман был арестован по сфальсифицированному обвинению (о покупке краденых икон) и приговорён к пяти годам лишения свободы. Не желая лишнего политического процесса, власти судили Губермана как уголовника по статье за спекуляцию.
Попал в исправительно-трудовой лагерь, где вёл дневники. Затем, уже в период ссылки, на базе этих дневников была написана книга «Прогулки вокруг барака» (в 1980 году написана, опубликована в 1988 году). По окончании срока заключения, в 1984 году, по существующему в то время законодательству, не мог прописаться в Москве. Жил и работал за 101-м километром, в Малоярославце. Игорь Губерман разделил судьбу многих вынужденных обитателей Малоярославца, которым было отказано в прописке в столице, и жил в городе несколько лет. Находясь в среде сложившегося общества «сто-первых», начал работу над книгой прозы о семье художника Бруни. Жизнь в Малоярославце оставила след в творчестве Игоря Губермана. В книге «Десятый дневник» (изд-во «Эксмо», М, 2018) автор уделил городу и его обитателям целую главу. Однако, жизнь после освобождения из ИТЛ сопровождалась мытарствами с пропиской и устройством на постоянную работу. По сути, не имея возможности проживать в Москве, он был разлучен со своей семьёй. Кроме того, поскольку у него не было записи в трудовой книжке о трудоустройстве, ему грозил новый срок «за тунеядство». Узнавший об этом от Лидии Либединской Давид Самойлов пригласил его в Пярну и обещал сделать все, чтобы прописать гонимого в своём доме. Писатель-фронтовик, имевший авторитет и связи, смог не только прописать своего несостоявшегося ученика, но через некоторое время добиться и снятия с него судимости, таким образом дав бывшему сидельцу возможность вновь официально вернуться в Москву и поселиться там с семьёй.
В 1988 году Губерман эмигрировал из СССР в Израиль, живёт в Иерусалиме.
В 1990 году был удостоен премии «Золотой телёнок» «Литературной Газеты» («Клуба 12 стульев»).
Ведёт гастрольную деятельность, выступает на поэтических вечерах в русскоговорящих странах и перед западной аудиторией.
Общее количество вышедших книг Игоря Губермана во всём мире — несколько миллионов экземпляров.

## Семья
Был женат на дочери писателей Юрия Либединского и Лидии Либединской — Татьяне (1943—2024). Имеет дочь и сына.
Старший брат — Давид Миронович Губерман (1929—2011), академик РАЕН, работал директором Научно-производственного центра «Кольская сверхглубокая», один из авторов проекта бурения сверхглубоких скважин.

## Сочинения

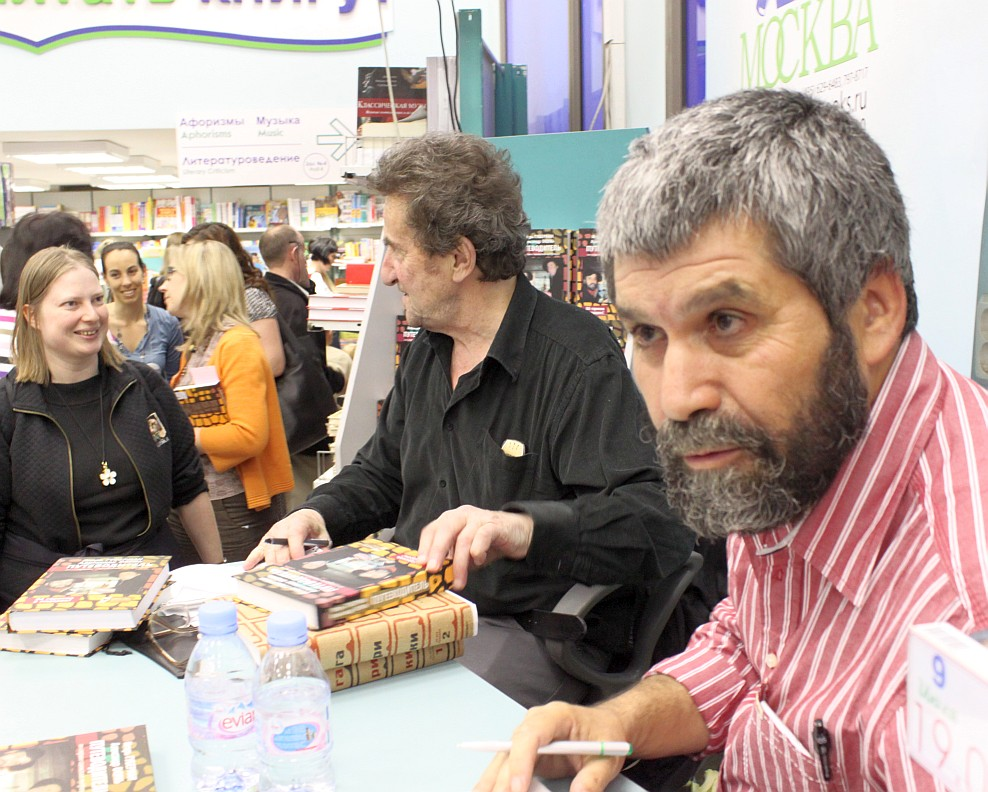
Вместе со своим постоянным соавтором, художником Александром Окунем на презентации, июль 2009

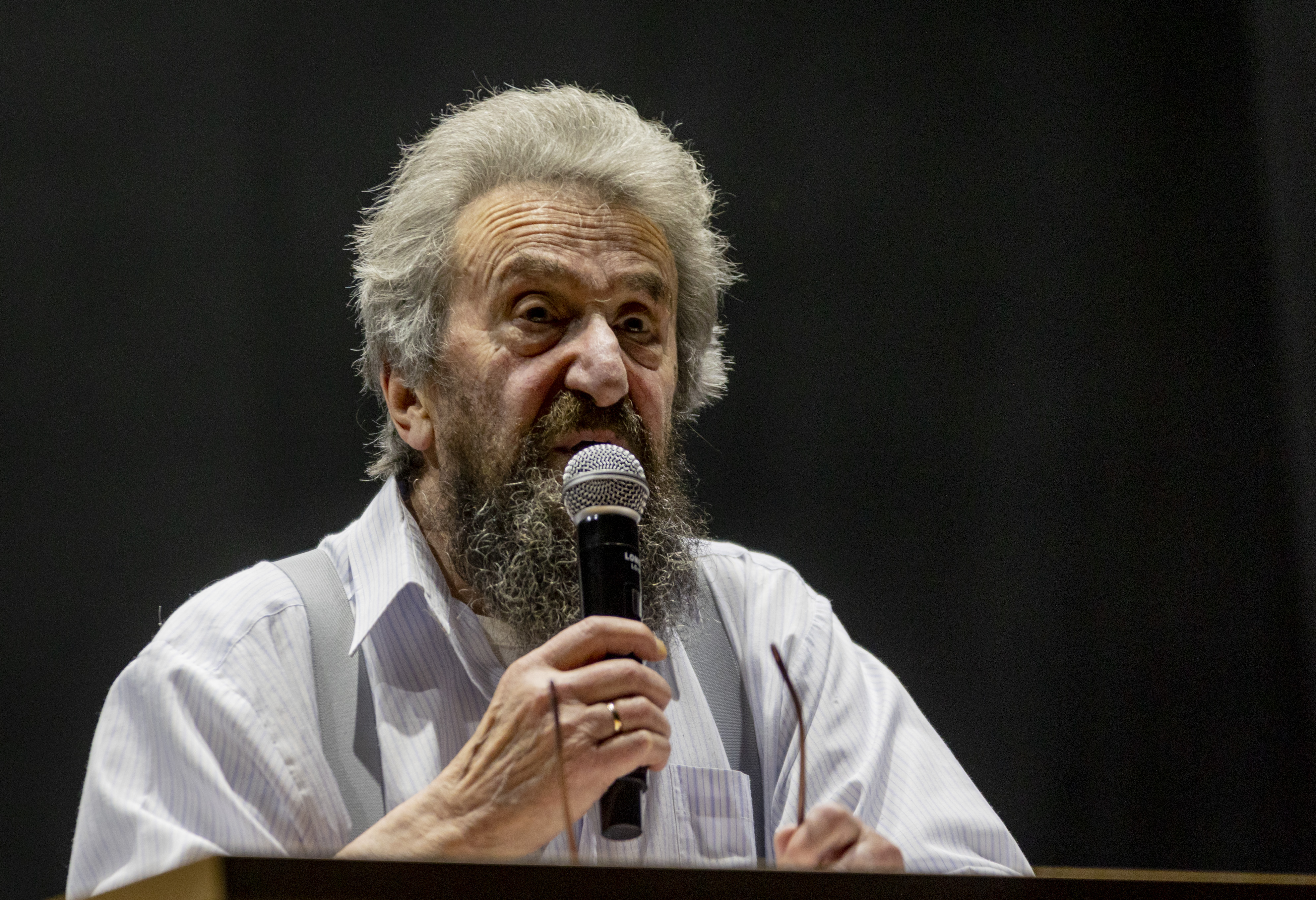
Игорь Губерман. Ашдод. Израиль. 2023

- Третий триумвират. М.: Детская литература, 1965
- Чудеса и трагедии чёрного ящика, 1969. — 280 с., 50 000 экз.
- Третий триумвират. М.: Детская литература, 1974. — 272 с., 100 000 экз.
- Бехтерев: страницы жизни, М., Знание, 1977. — 160 с., 82 150 экз.
- Игорь Гарик. «Еврейские Да-Цзы-Бао». Иерусалим, 1978
- Еврейские дацзыбао. Рамат-Ган, 1980 (под псевд. Игорь Гарик)
- С того берега. — М.: Политиздат, 1980 (Пламенные революционеры). Книга выпущена под именем Лидии Либединской.[15]
- Губерман Игорь. «Бумеранг». Ann Arbor, USA, Hermitage, 1982
- Губерман Игорь. «Прогулки вокруг барака», Tenafly, USA, Hermitage, 1988. — 192 с.
- «Гарики (Дацзыбао)» (Иер., 1988)
- «Прогулки вокруг барака» (Иер., 1990)
- «Гарики на каждый день», Москва, «ЭМИА», 1992. — 294 с., 100 000 экз
- Прогулки вокруг барака. М.: Глаголь, 1993.
- «Второй иерусалимский дневник» (М., 1994)
- Иерусалимские гарики. М., Политекст, 1994.- 320 с., 100 000 экз.
- «Штрихи к портрету». М., Молодая гвардия, 1994. — 368 с., 30 000 экз.
- Собр. соч. в 4 т. Нижний Новгород, ДЕКОМ, 1996 — 10 000 экз.
- Гарики из Иерусалима. Минск, МЕТ, 1998
- Гарики на каждый день. Минск, МЕТ, 1999
- Губерман И. Гарики. — Ростов-на-Дону, Феникс, 2000
- Антология Сатиры и Юмора России XX века. Т.17, М., 2002, 2007, 2010;
- Окунь А., Губерман И. Книга о вкусной и здоровой жизни. Спб., 2003
- Весь Губерман в пяти книгах. Екатеринбург, 2003
- Гарики предпоследние. Гарики из Атлантиды. Эксмо, 2004
- Второй иерусалимский дневник. М., МЕТ, 2006
- Вечерний звон. М., Эксмо, 2006, 2007—480 с.
- Гарики. — Смоленск, Русич, 2007
- Все гарики. М., АСТ, 2008—1152 с.
- Окунь А., Губерман И. Книга о вкусной и здоровой жизни. М., Эксмо, 2008, 2011
- Гарики на каждый день. М., Эксмо, 2008, 2009
- Губерман И., Окунь А. Путеводитель по стране сионских мудрецов. Лимбус Пресс, Издательство К. Тублина. С-Пб.-М. 2009. 552 стр. ISBN 978-5-8370-0571-8.
- Игорь Губерман. Книга странствий. — М.: Эксмо, 2009. — 432 с. — ISBN 978-5-699-34677-6.
- Первый иерусалимский дневник. Второй иерусалимский дневник. М., Эксмо, 2009
- Заметки с дороги. М., Эксмо, 2009
- Пожилые записки, Время, 431 стр., 2009.
- Вечерний звон, Время, 509 стр., 2009.
- Прогулки вокруг барака, Время, 493 стр., 2009.
- Книга странствий, Время, 558 стр., 2009.
- Гарики из Атлантиды. М., Эксмо, 2009
- В любви все возрасты проворны. М., Эксмо, 2010—320 с.
- Гарики за много лет. М., Эксмо, 2010—384 с.
- Гарики на каждый день. М., Эксмо-пресс, 2010
- Искусство стареть. М., Эксмо, 2010
- Гарики из Атлантиды. Пожилые записки. — М., АСТ, 2011
- Гарики из Иерусалима. Книга странствий. — М., АСТ, 2011
- Восьмой дневник. М., Эксмо, 2013—416 с., 5 000 экз.
- Иерусалимские дневники. М., АСТ, 2013
- Дар легкомыслия печальный. М., Эксмо, 2014
- Девятый дневник. М., Эксмо, 2015
- Ботаника любви. М., Эксмо, 2016
- Гарики и проза. М., Эксмо, 2016
- Гарики на каждый день. М., Эксмо, 2016
- Еврейские мелодии. М., Эксмо, 2016